# 돌출높이

세로 화살표가 각 봉의 돌출높이를 표시한다. 점선은 봉우리를 둘러싸는 가장 낮은 등고선이다.

지형학에서 돌출높이(prominence)는 해발고도와 함께 산이나 언덕의 높이를 나타내는 한 방법이다. 높이를 재려는 봉우리로부터, 그 봉우리를 둘러싸면서 더 높은 봉우리를 포함하지 않는 가장 낮은 등고선까지의 세로길이를 말한다.

## 같이 보기
- 산꼭대기
- 표고 (높이)
- 지형고립도